# Milan Aleksić
Milan Aleksić (srbsky Милан Алексић; * 13. května 1986 Bělehrad) je srbský vodní pólista, hrající ve středu obrany. Je vysoký 193 cm a váží 96 kg.
Začínal ve VK Partizan, kde získal v letech 2007 až 2011 pět titulů mistra Srbska v řadě a v roce 2011 vyhrál LEN Champions League. S maďarským týmem Szolnoki Vízilabda SC získal v roce 2017 další prvenství v Lize mistrů. V roce 2019 přestoupil do španělského Club Natació Atlètic Barceloneta.
Za srbskou reprezentaci hraje od roku 2007, získal s ní bronzovou medaili na Letních olympijských hrách 2012 a zvítězil na Letních olympijských hrách 2016. Je mistrem světa z let 2009 a 2015, mistrem Evropy 2012, 2014, 2016 a 2018, vyhrál Univerziádu 2005, Středomořské hry 2009 a 2018 a Světový pohár ve vodním pólu 2010.